# Susanne Jagd
Susanne Jagd (født 28. september 1943) er en dansk skuespillerinde.
Debut 1967 på Comediehuset. Senere tilknyttet Gladsaxe Teater, ABC Teatret, Boldhus Teatret, Folketeatret, Aalborg Teater og Røde Kro Teater.
Blandt de teater-stykker hun har medvirket i kan nævnes Den grønne elevator, Nattergalen, Peer Gynt, Åh, sikken dejlig krig, Can-can og Mordskab.
Hun har også optrådt i en række revyer og har indspillet flere plader med håndværker- og visesange.
I begyndelsen af 1990'erne etablerede hun sammen med sin mand sit eget familie- og børneteater.
I tv har hun bl.a. medvirket i serierne Huset på Christianshavn, Aladdin eller den forunderlige lampe, En by i provinsen og Strandvaskeren.
Film i uddrag:
- Smukke Arne og Rosa – 1967
- Min søsters børn vælter byen – 1968
- Det kære legetøj – 1968
- Tænk på et tal – 1969
- Mazurka på sengekanten – 1970
- Tandlæge på sengekanten – 1971
- Motorvej på sengekanten – 1972
- Rektor på sengekanten – 1973
- Blind makker – 1976
- Her i nærheden – 2000